# Сусловичі
Сусловичі (рос. Сусловичи) — село в Краснинському районі Смоленської області Росії. Входить до складу Малєєвського сільського поселення.
Населення — 31 особа (2007).

## Розташування
Розташоване в західній частині області при річці Ляховка, за 18 км на південний схід від районного центру, смт Красний, за 35 км від залізничної станції Гусіно на лінії Москва — Смоленськ.

## Історія

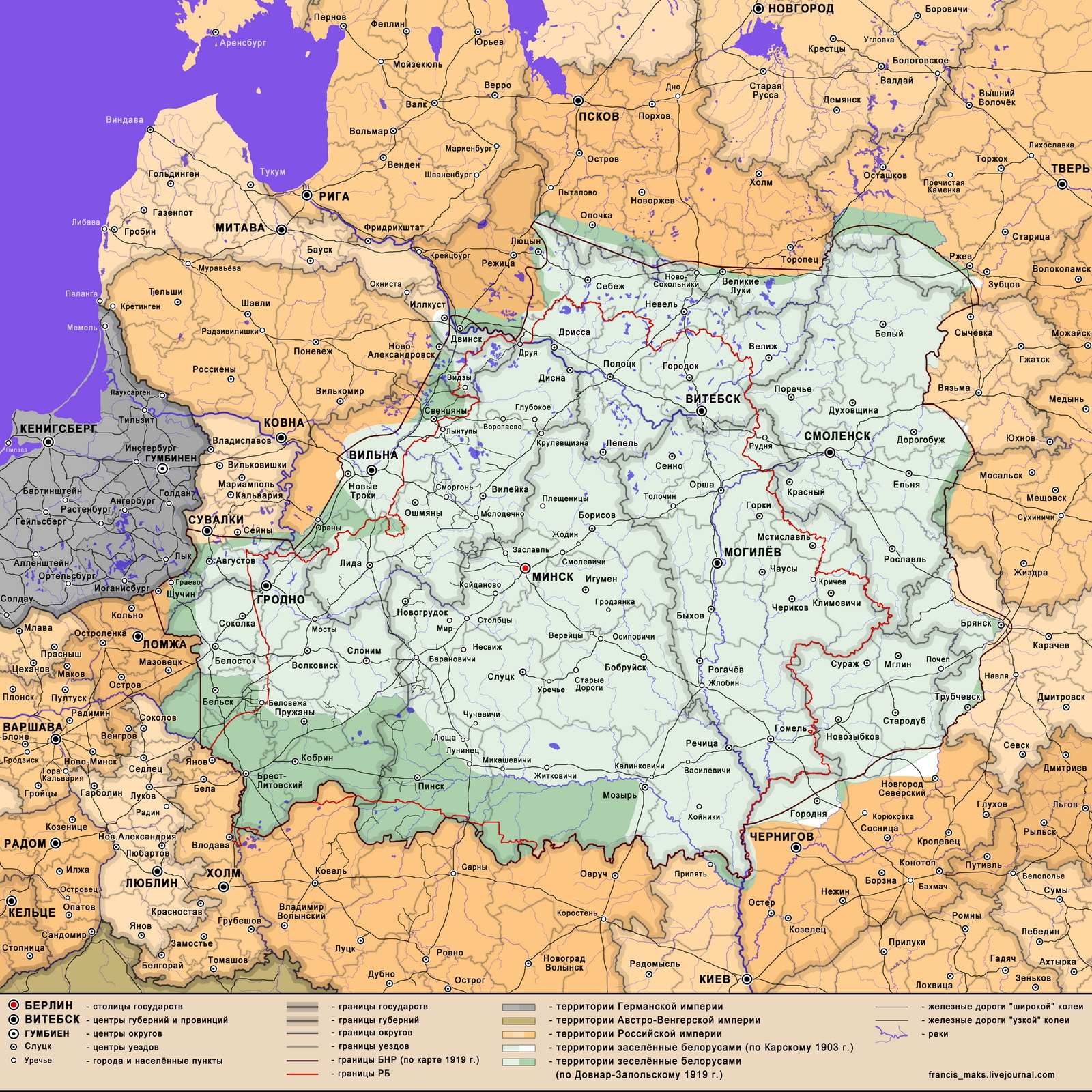
Кордони Білоруської Народної Республіки, проголошені 25 березня 1918 р., та етнічна територія білорусів на основі праць М. Довнар-Запольського та Я. Карського

Станом на 1885 рік у колишньому власницькому селі Досуговської волості Краснинського повіту Смоленської губернії мешкало 290 осіб, налічувалось 45 дворових господарств, існували православна церква й школа.
У часи існування Білоруської Народної Республіки увесь Краснинський район входив до її складу.
У роки Німецько-радянської війни село окуповано гітлерівськими військами у липні 1941 року, звільнено у вересні 1943 року.

## Відомі особи
В селі народився:
- Василь Міненков — вояк, Герой Радянського Союзу.